# 조하라
조하라(2011년 1월 23일 ~ )는 대한민국의 배우이다.

## 수상
- 2014년 제 6회 아이챌린지 유아모델 선발대회 키즈파트 호비상

## 출연작

### 방송
- 2019~2020 딩동댕 친구들 - 장난감의 비밀

### 영화
- 2016년 <보고 싶다>- 우진 역
- 2016년 <아빠, 사탕>-하라 역
- 2016년 <소년, 소녀를 만나다>- 우진 역

## 앨범
- 2015년 친구야 생일축하해! 생일축하송